# Edwin Hanson Webster

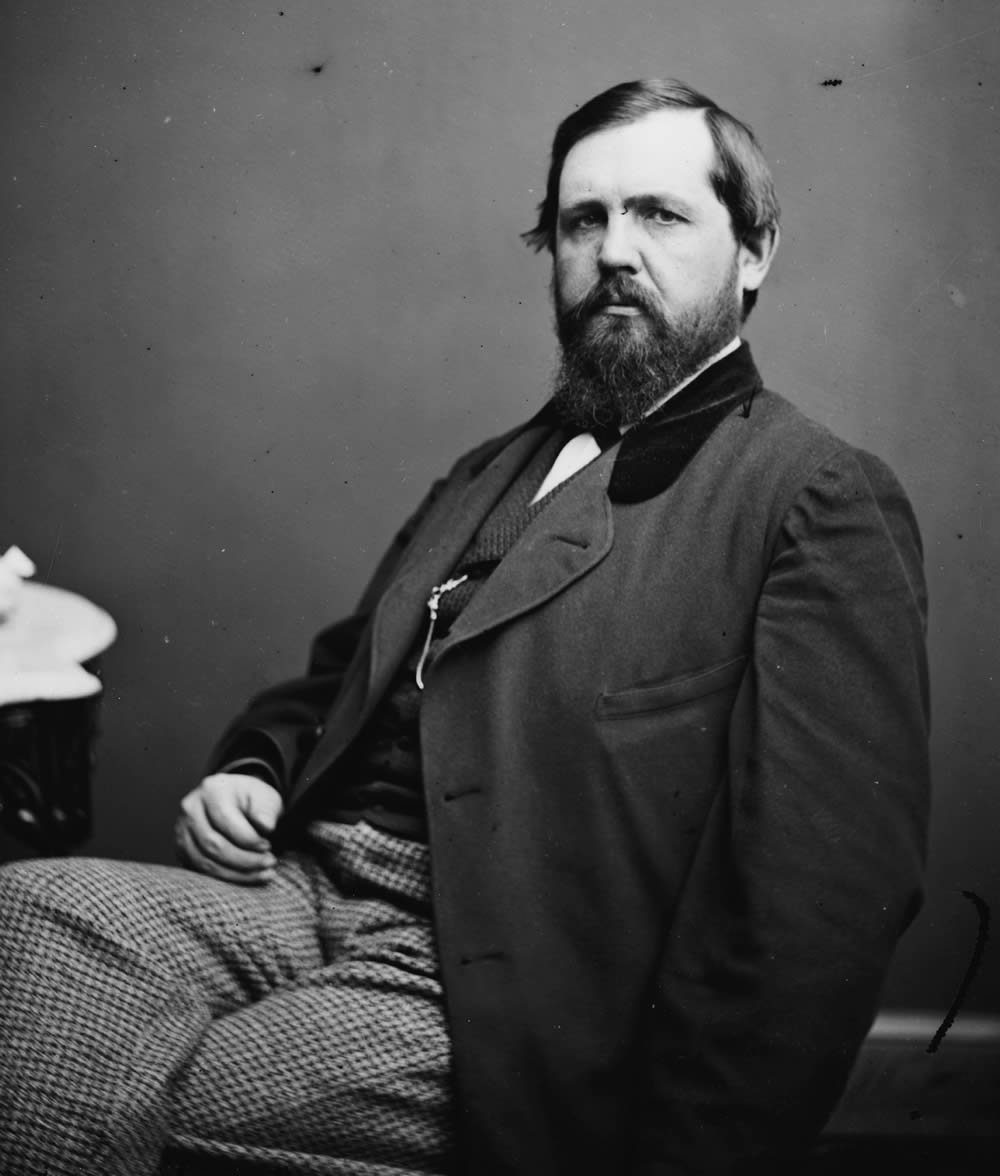
Edwin Hanson Webster

Edwin Hanson Webster (* 31. März 1829 bei Churchville, Harford County, Maryland; † 24. April 1893 in Bel Air, Maryland) war ein US-amerikanischer Politiker. Zwischen 1859 und 1865 vertrat er den Bundesstaat Maryland im US-Repräsentantenhaus.

## Werdegang
Edwin Webster besuchte die Churchwill Academy und danach die New London Academy im Chester County in Pennsylvania. Im Jahr 1847 absolvierte er das Dickinson College in Carlisle. Danach war er für einige Zeit als Lehrer tätig. Nach einem anschließenden Jurastudium und seiner 1851 erfolgten Zulassung als Rechtsanwalt begann er in Bel Air in diesem Beruf zu arbeiten. Politisch wurde er Mitglied der American Party. Zwischen 1855 und 1859 saß er im Senat von Maryland, dessen Präsident er im Jahr 1858 war.
Bei den Kongresswahlen des Jahres 1858 wurde Webster im zweiten Wahlbezirk von Maryland in das US-Repräsentantenhaus in Washington, D.C. gewählt, wo er am 4. März 1859 die Nachfolge von James Barroll Ricaud antrat. Nach zwei Wiederwahlen als Unionist konnte er bis zu seinem Rücktritt im Juli 1865 im Kongress verbleiben. Seit 1861 war diese Zeit durch die Ereignisse des Bürgerkrieges geprägt, an dem Webster in den Jahren 1862 und 1863 neben seiner Abgeordnetentätigkeit als Oberst einer Infanterieeinheit aus Maryland teilnahm.
Websters Rücktritt erfolgte, nachdem er zum Leiter der Zollbehörde im Hafen von Baltimore ernannt worden war. Diese Funktion übte er zwischen dem 27. Juli 1865 und dem 15. April 1869 aus. Danach praktizierte er wieder als Anwalt in Bel Air. Zwischen 1882 und 1886 leitete er noch einmal die Zollstelle im Hafen von Baltimore. Außerdem stieg er in das Bankgewerbe ein. Edwin Webster starb am 24. April 1893 in Bel Air und wurde nahe Churchville beigesetzt.